# Persoonia rufa
Persoonia rufa (лат.) — кустарник, вид рода Персоония (Persoonia) семейства Протейные (Proteaceae), эндемик ограниченного района Нового Южного Уэльса в Австралии. Прямостоячий или раскидистый куст с опушёнными молодыми веточками, эллиптическими листьями и жёлтыми цветками.

## Ботаническое описание

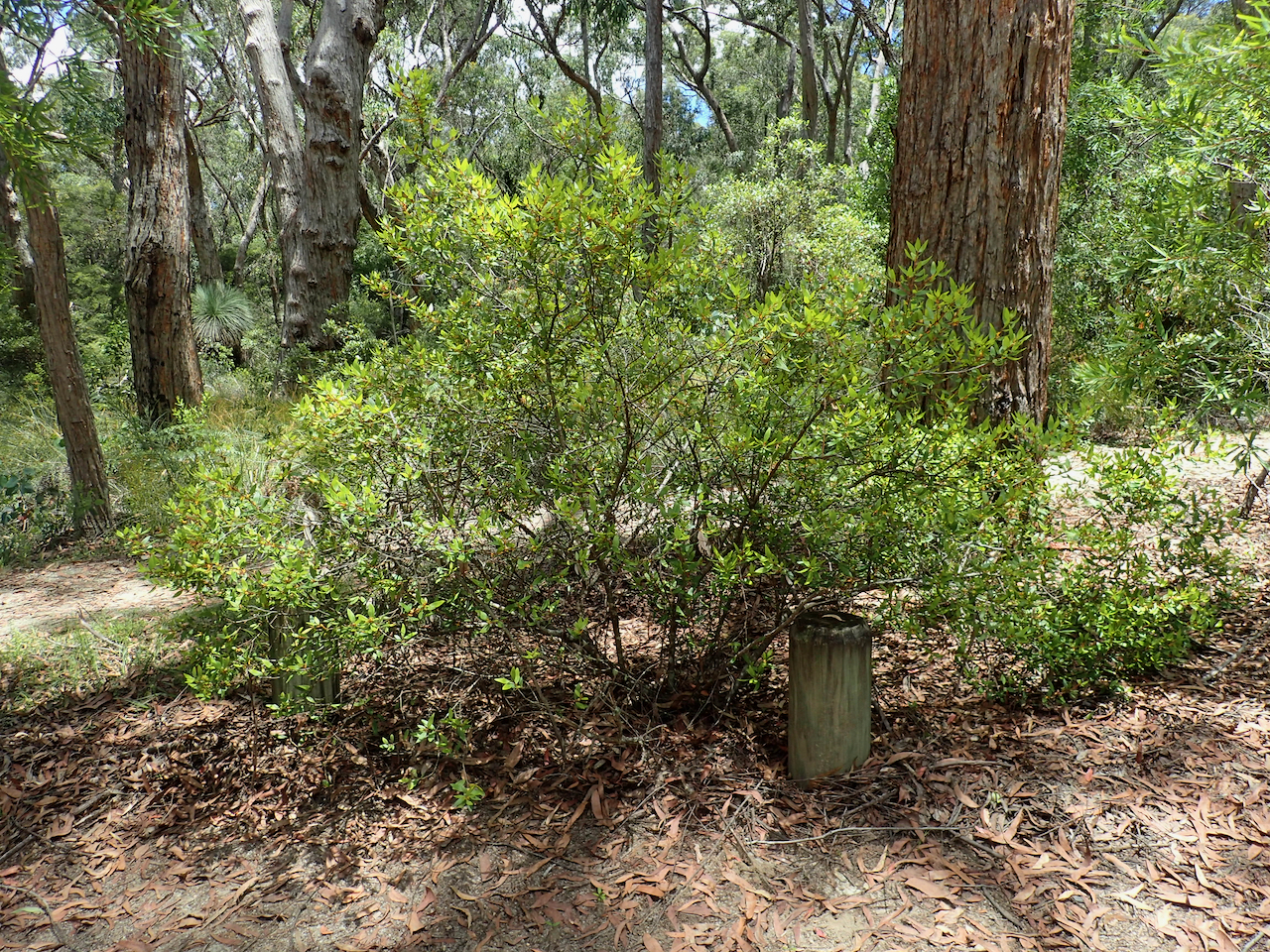
Persoonia rufa в Национальном парке Гибралтарская гряда

Persoonia rufa — прямостоячий или раскидистый куст высотой 1-2,5 м с гладкой корой и молодыми веточками, опушёнными коричневатыми или ржавыми волосками. Листья эллиптические, 30-80 мм в длину и 10-25 мм в ширину. Цветки расположены группами до двенадцати вдоль цветоноса длиной до 110 мм, каждый цветок на цветоножке длиной 1-3 мм с листом или чешуйчатым листом у основания. Листочки околоцветника жёлтые, длиной 10-14 мм. Цветение происходит с декабря по февраль, плод представляет собой костянку зелёного цвета или зелёного с пурпурными полосами.

## Таксономия
Вид был описан в 1991 году австралийскими ботаниками Лоренсом Джонсоном и Питером Уэстоном на основе экземпляра, собранному в Национальном парке Гибралтарского хребта в 1990 году, и описание было опубликовано в Telopea. Видовое название относится к рыжеватым волоскам на молодых веточках.

## Распространение и местообитание
Persoonia rufa — эндемик австралийского штата Новый Южный Уэльс. Ареал вида ограничен национальным парком Гибралтарского хребта, где он растёт в эвкалиптовом лесу на почвах, расположенных на граните.